# طامند
طامند یک روستا در ایران است که در دهستان نهارجان شهرستان سربیشه واقع شده‌است. طامند ۴۹ نفر جمعیت دارد.